# 砂漠の鷹旅団
砂漠の鷹旅団（さばくのたかりょだん、アラビア語: لواء صقور الصحراء 、 liwāʾ suqūr aṣ-ṣaḥrāʾ、Liwa Suqur al-Sahara）は、かつて存在したシリア内戦でシリア陸軍と提携して戦った親政府の武装私兵組織。本旅団は主に軍の元将校と退役軍人、および25歳～40歳の範囲の他の親政府グループからの志願者で構成されていた。本旅団は待ち伏せ戦術の訓練を受けた「エリート」 グループと表現され、いくつかの戦線での特別任務に採用されている。本旅団は小型と中型の武器を装備しており、必要に応じてシリア正規陸軍から砲兵支援を受けている。

## 歴史
いくつかの情報筋によると、このグループはホムス県で結成され、イラクとヨルダンに隣接する砂漠地域で、反政府勢力のグループがシリアの内外で戦闘員や物資を密輸するために使用するルートを断つために活動していた。しかし、他の情報筋によると、シリア軍の補給システムがほぼ全面的に崩壊し、2012年半ばまでに陸軍の兵士は燃料や弾薬だけでなく食料などの基本的な必需品も不足したため、2013年初頭に結成されたという。国際的な禁輸措置が課せられた環境下で、シリア政府は必要な資源を提供するためにムハンマド・ジャービルやアイマン・ジャービルのような裕福で人脈のある個人（多くの場合非常に物議を醸す経歴を持つ）に手を伸ばした。さらに、シリア政府はそのような個人に砂漠の鷹のような私兵部隊を結成することを許可しており、砂漠の鷹のメンバーは、ジャービル兄弟の人脈と財力により、正規の陸軍兵士よりも優れた装備を有していた。一部の情報筋はまた、「準軍事組織の勧誘は、地域の非公式なネットワークや家族やコミュニティの絆を通じて行われる傾向があるため、軍の徴兵よりもはるかに成功している...また、準軍事組織に参加してから離れ易い」と述べている。
ジャービル兄弟によって資金提供され、結成されたこの部隊の運用は、共和国防衛隊の将校であり空挺部隊員でもあったMohsen Said Hussein大佐が主導していた。
部隊の任務の1つは、シリア領内の油田とガス田を守り、緊急対応部隊としての役割を果たすことであった。

## 活動歴
砂漠の鷹は2013年6月のカルヤタインの町の占領に参加し、戦闘で部隊指揮官の1人を失った。反政府勢力がラタキア県北部で攻撃を開始し、アルメニア人が多数を占める町ケサブの支配権を掌握した後、砂漠の鷹はその前線に移され、そこで部隊メンバーは戦略的に重要な高地「Tower 45」の占領を主導し、戦闘で少なくとも3人のメンバーを失った。
2014年11月のシャーイル・ガス田の戦い中に、部隊の（運用）司令官モフセン・フセインが、施設からISILテロリストを駆逐しようとしている間に殺害された。
2015年12月、部隊は、トルコのF-16戦闘機によって撃墜されたロシアの戦闘機の副操縦士を救助する作戦に参加した（操縦士は地上に降下中に反政府武装勢力によって殺害された）。
2015-16年のラタキア攻勢の過程で、旅団はシーア派過激派組織「LAAG」と密接な関係を築き、LAAGは砂漠の鷹にアドバイザーを提供し始めた。 
部隊は両方のパルミラ解放作戦に参加した。しかし、最初の解放作戦中の2016年3月に、シリア陸軍虎部隊のメンバーとのフレンドリー・ファイア事件に巻き込まれ、9人の砂漠の鷹のメンバーが死亡し、数十人が負傷した。この事件は、1か月前に東アレッポで協力に成功していた2つの最も成功したシリアの親政府部隊間の関係/協力をひどく緊張させた。
2016年6月、シリア海兵隊（砂漠の鷹リーダーのムハンマド・ジャービルの兄弟であるアイマン・ジャービルが率いる砂漠の鷹の姉妹部隊）と共に、部隊は失敗に終わったイトリヤ・ラッカ攻勢に参加したが、一部の情報筋は砂漠の鷹とシリア海兵隊を失敗の原因と非難している。しかし、他の情報筋は失敗の根本的な原因として、シリア陸軍の最高司令部の計画の一般的な欠如を指摘した。この攻勢はクルド軍がマンビジュで目覚ましい進歩を遂げ、これを利用しようとしたシリアの司令部が直後に攻勢を開始した。報道によればシリアの司令部はISILは2つの異なる戦線を同時に戦うことはできないと考えていたと伝えられている。
砂漠の鷹旅団は、2016年12月に無事に終了したアレッポ解放作戦に参加した。2017年初頭、砂漠の鷹旅団の創設者の1人が、「政府の護衛隊に干渉した」とされた後、他の政府軍によって逮捕された。
2017年6月下旬に部隊は東ハマ戦線に配備されたが、不明な理由によりわずか数日後に撤退した。2017年7月上旬、部隊のメンバーが殺害されたISILテロリストの死体を冒涜したとの報告が出された。
シリア内戦中に1000人以上の砂漠の鷹のメンバーが死亡した

## メディアでの描写
砂漠の鷹はシリア陸軍虎部隊と共に、最も戦闘効果の高い親政府部隊の1つであった。しかし、戦場での部隊の成功は、自分達の個人的な富を増やすためにシリアの戦争状況を悪用する軍事指導者や密輸業者として描かれている創設者（ムハンマド・ジャービルとアイマン・ジャービル）の非常に否定的な一般の認識によって影が薄くなることが多かった。その後、砂漠の鷹はジャービルの個人的な護衛隊として、そして現在のシリア政府への長期的な忠誠心が疑われる親政府部隊としての汚名を着せられた。一方、他の親政府部隊も同様のオリガルヒの背景を持っており、例えば、（親政府系メディアで高く評価されている）シリア陸軍虎部隊は、現在のシリア大統領アサドのいとこでシリアで最も裕福な男性の１人、ラーミー・マフルーフからの資金提供を受けている。

## 解散
2017年8月2日、砂漠の鷹旅団は解散し、ジャービル大佐は戦前の雇用を継続するためにロシア、ウクライナまたは紛争地域のクリミアに戻ることになった。旅団の兵士達はカラムーンの盾部隊、第3機甲師団、第5軍団、および彼の兄弟であるアイマン・ジャービル大佐が指揮する共和国防衛隊第103コマンドー旅団シリア海兵隊の間に分散していると言われている。しかし、砂漠の鷹と密接な関係にあるシリア海兵隊の人員も他の部隊に異動し始めていたため、シリア海兵隊への異動はありそうになかった。